# Pelidnota sordida
Pelidnota sordida es una especie de escarabajo del género Pelidnota, familia Scarabaeidae. Fue descrita científicamente por Germar en 1824.
Especie nativa de la región neotropical. Habita en Brasil, Paraguay y Argentina.